# Medina nigrocostalis
Medina nigrocostalis är en tvåvingeart som först beskrevs av Wulp 1890.  Medina nigrocostalis ingår i släktet Medina och familjen parasitflugor. Inga underarter finns listade i Catalogue of Life.